# Saint-Aigny
Saint-Aigny é uma comuna francesa na região administrativa do Centro, no departamento Indre. Estende-se por uma área de 15,25 km². Em 2010 a comuna tinha 292 habitantes (densidade: 19,1 hab./km²).